# کشاورزی بدون خاک‌ورزی
کشاورزی بدون خاک‌ورزی (به انگلیسی: No-till farming)، (که به عنوان خاک‌ورزی صفر یا حفاری مستقیم نیز شناخته می‌شود)، یک تکنیک کشاورزی برای رشد محصولات کشاورزی یا مرتعی بدون ایجاد زحمت در خاک از طریق خاک‌ورزی است. کشاورزی بدون خاک‌ورزی میزان فرسایش خاک را در خاک‌های شنی و خشک در زمین‌های شیب‌دار کاهش می‌دهد. مزیت‌های احتمالی دیگر شامل افزایش مقدار آبی که به خاک نفوذ می‌کند، نگهداری مواد آلی خاک و چرخه مواد مغذی است. در حالی که سیستم‌های بدون خاک‌ورزی از علف‌کش‌ها برای کنترل علف‌های هرز استفاده می‌کنند، سیستم‌های ارگانیک از ترکیبی از راهبردها مانند کاشت گیاهان پوششی به عنوان مالچ برای سرکوب علف‌های هرز استفاده می‌کنند.
سه روش اساسی برای کشت بدون خاک‌ورزی وجود دارد. «بذر چمن» زمانی است که محصولات با ماشین آلات دانه‌کار کاشته می‌شوند و به خاکی تبدیل می‌شوند که با استفاده از علف‌کش‌ها روی یک محصول پوششی (از بین بردن پوشش گیاهی) تولید می‌شود. «بذر مستقیم» زمانی است که محصولات از طریق بقایای محصول پیشین کاشته می‌شوند. «بذر سطحی» یا «بذر مستقیم» زمانی است که محصولات روی سطح خاک برجای می‌مانند. در زمین‌های هموار، این نیاز به ماشین‌آلات و حداقل نیروی کار ندارد.
خاک‌ورزی امروزه در کشاورزی رایج است، اما روش‌های بدون خاک‌ورزی ممکن است در برخی زمینه‌ها موفقیت‌آمیز باشد. در برخی موارد روش‌های کمترین خاک‌ورزی یا «کم خاک‌ورزی» روش‌های خاک‌ورزی و بدون خاک‌ورزی را با هم ادغام می‌کنند. به عنوان نمونه، برخی از روش‌ها ممکن است از کشت کم‌عمق استفاده کنند (یعنی استفاده از هارو دیسکی) ولی از شخم زدن یا خاک‌ورزی نواری استفاده نشود.